# Ludwig Held
Pour les articles homonymes, voir Held.
Ludwig Held (né le 14 avril 1837 à Ratisbonne, mort le 2 mars 1900 à Vienne) est un librettiste autrichien.

## Biographie
Ludwig Held vient à Vienne pour être le secrétaire de Maximilian Steiner, le directeur du Theater an der Wien. Puis il est journaliste pour Neuen Blatt et critique pour Neues Wiener Tagblatt. Il écrit des livrets d'opérette et des pièces avec chants auxquels participe parfois son fils Leo Held.

## Œuvre
Livrets
- Die Näherin, pièce avec chants. Musique de Karl Millöcker. 1880, Vienne.
- Gefundenes Geld, pièce avec chants. Musique de Julius Stern. 1884, Theater an der Wien.
- Der Vagabund, opérette. Livret d'après Émile Souvestre avec Moritz West. Musique de Carl Zeller. 30 octobre 1886, Carltheater.
- Bellman, opéra comique. Livret avec Moritz West. Musique de Franz von Suppé. 26. février 1887, Theater an der Wien.
- Der Schlosserkönig, opérette. Livret avec Benjamin Schier. Musique d'Eduard Kremser. 12 janvier 1889, Theater an der Wien.
- Der Vogelhändler, opérette. Livret avec Moritz West. Musique de Carl Zeller. 10 janvier 1891, Theater an der Wien.
- Der Obersteiger, opérette. Livret avec Moritz West. Musique de Carl Zeller. 5 janvier 1894, Carltheater.
- Das Modell, opérette. Livret avec Victor Léon. Musique de Franz von Suppé. 4 octobre 1895, Carltheater.
- Die Schwalben, opérette. Livret avec Moritz West. Musique de Leo Held. 12 février 1897, Theater an der Wien.
- Der Cognac-König, opérette. Livret avec Victor Léon d'après Eugène Scribe et Jean-François Bayard La Frontière de Savoie. Musique de Josef Franz Wagner. 20 février 1897, Carltheater.
- Die Pariserin, opérette. Livret avec Victor Léon. Musique de Franz von Suppé. 26 janvier 1898, Carltheater.
- Die Stiefmama, opérette. Musique de Leo Held. 20 février 1900, Theater an der Wien.
- Der Schnüffler, Pièce avec chants. Musique de Leo Held. Vienne, 1900.

## Source de la traduction
- (de) Cet article est partiellement ou en totalité issu de l’article de Wikipédia en allemand intitulé « Ludwig Held » (voir la liste des auteurs).